# بیت هدیان (یمن)
 بیت هدیان  روستای است در ناحیهٔ (قری بنی الحارث) در شمال شهر صنعاء از توابع استان صَنعاء در کشور یمن در شبه جزیره عربستان است. 
جمعیت آن ۱۸۸ نفر (۹ خانوار) می‌باشد.